# Käringesjön, Småland
Käringesjön är en sjö i Värnamo kommun i Småland och ingår i Lagans huvudavrinningsområde.